# 貝加馬斯克組曲

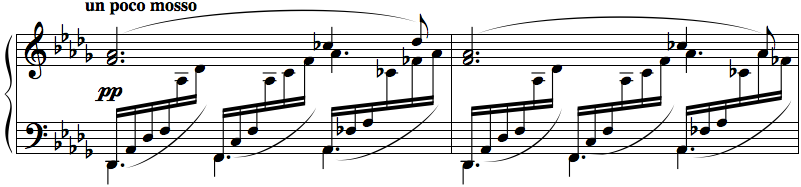
《月光》中段

《贝加马斯克组曲》（法語： Suite bergamasque）是法国作曲家阿希尔-克洛德·德彪西创作的钢琴组曲，風格偏向浪漫主義元素。最早創作于1890年左右，但在1905年出版之前曾做过明显的修改。
由《前奏曲》（Prélude）、《小步舞曲》（Menuet）、《月光》（Clair de lune）和《巴斯比舞曲》（Passepied）四个乐章组成，当中以《月光》最为出名。